# Cloreto de tris(etilenodiamino)cobalto(III)
O cloreto de tris(etilenodiamino)cobalto(III) é um complexo de coordenação de fórmula [Co(en)3]Cl3(em que 'en' é a abreviação para etilenodiamina), de geometria octaédrica e que possui um cobalto como átomo central. Esse complexo foi extremamente importante na história da química de coordenação por causa de sua estabilidade e propriedades estereoquímicas. Foi descrito pela primeira vez por Alfred Werner, que alegou ter isolado os cristais aciculiformes e amarelados desse composto.

## Síntese e estrututa
O composto é preparado a partir de uma solução aquosa de etilenodiamina e sais de cobalto(II), como o cloreto de cobalto(II). A solução é exposta ao ar com a finalidade de oxidar os complexos de etilenodiaminacobalto(II) em cobalto(III). 
O ligante etilenodiamina é um quelante bidentado, ligando-se ao átomo central de cobalto por meio de seus dois nitrogênios. Essa propriedade promove a ocorrência do efeito quelato, que produz um aumento na estabilidade do complexo.
A reação possui rendimento de 95% e o complexo catiônico pode ser posteriormente isolado com uma grande variedade de ânions. Uma análise detalhada do produto sintetizado em larga escala revelou que, como subproduto, há a formação de [Co(en)2Cl(H2NCH2CH2NH3)]Cl3, que contém um raro ligante etilenodiamina monodentado protonado.
O cátion [Co(en)3]3+ é octaédrico com ligações Co-N de comprimento entre 1,947 e 1,981 Å. Os ângulos N-Co-N são de 85° entre os anéis quelatos e 90° entre os átomos de nitrogênio em anéis vizinhos.

## Estereoquímica
Esse complexo pertence ao grupo D3, e pode ser distinguido em enantiômeros Δ e Λ. Nos processos de separação dos isômeros óticos delta e sigma são geralmente usados sais de tartarato.